# (33542) 1999 JZ7
1999 JZ7 (asteroide 33542) é um asteroide da cintura principal. Possui uma excentricidade de 0.24494400 e uma inclinação de 19.53746º.
Este asteroide foi descoberto no dia 12 de maio de 1999 por LINEAR em Socorro.